# Gaetano Rossi

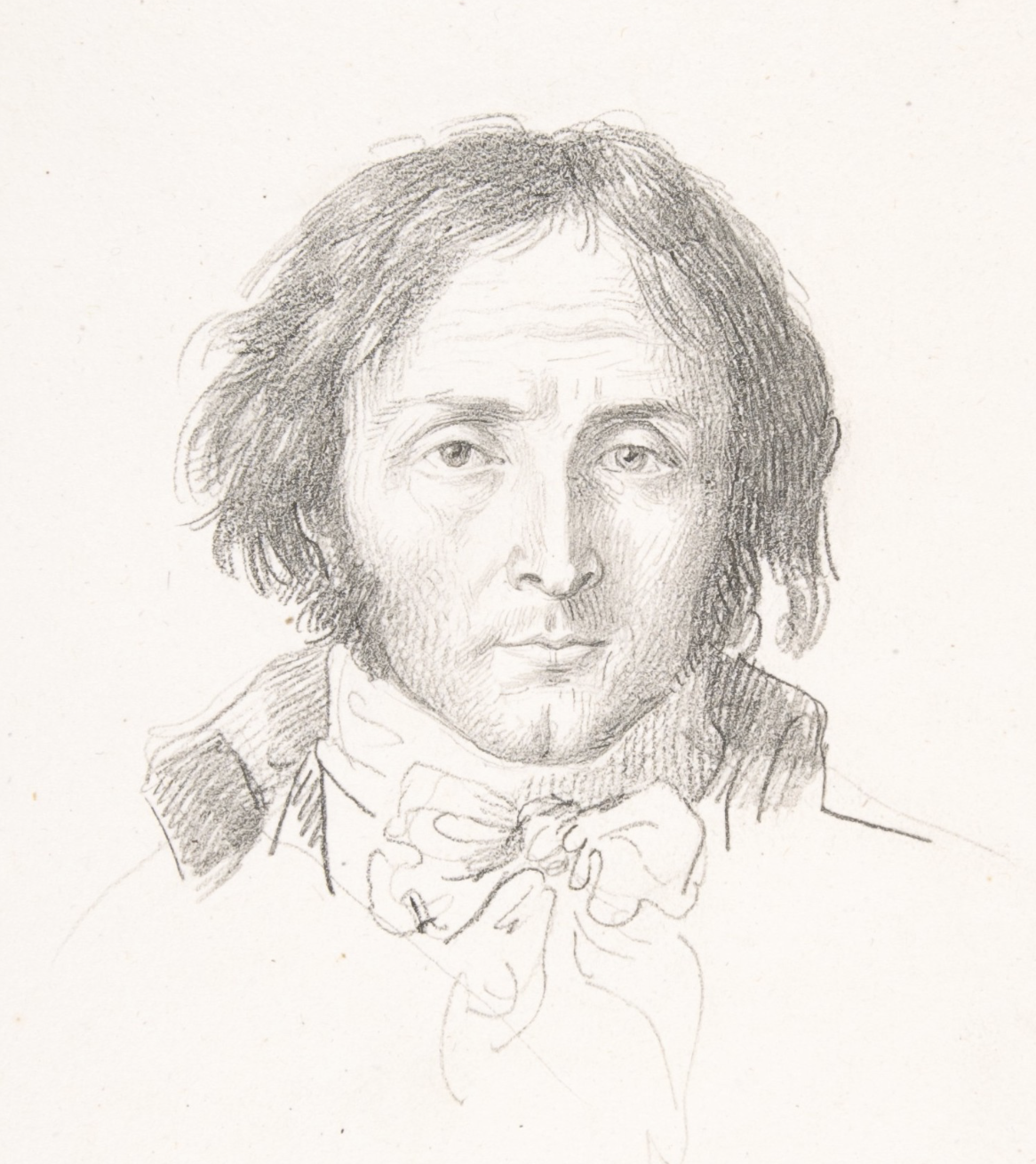

Gaetano Rossi (* 18. Mai 1774 in Verona; † 25. Januar 1855 ebenda) war ein italienischer Schriftsteller, der Libretti für die Opern mehrerer Komponisten schrieb, darunter Johann Simon Mayr, Gioachino Rossini, Gaetano Donizetti und Giacomo Meyerbeer.

## Leben
Geboren in Verona, schrieb Rossi schon im Alter von 13 Jahren religiöse Gedichte. Er schrieb die ersten Libretti im Jahr 1797. Anfänglich handelte es sich um Farsen.

## Opern
| Jahr der Aufführung | Name der Oper                                     | Art der Oper              | Komponisten |
| ------------------- | ------------------------------------------------- | ------------------------- | --- |
| 1797                | Carolina e Mexicow                                | tragedia per musica       | Niccolò Antonio Zingarelli |
| 1798                | Che originali!                                    | farsa per musica          | Johann Simon Mayr Francesco Schira (1835) |
| 1798                | Amore e paura                                     | farsa per musica          | Vittorio Trento |
| 1799                | Le quattro mogli                                  | dramma giocoso per musica | Gaetano Marinelli |
| 1799                | Adelaide di Guesclino                             | dramma di sentimento      | Johann Simon Mayr Francesco Gnecco (1800) |
| 1799                | Labino e Carlotta                                 | farsa per musica          | Johann Simon Mayr |
| 1799                | Il sarto di Milano                                | farsa giocosa per musica  | Vincenzo Fiocchi |
| 1799                | L’accademia in musica                             | farsa giocosa per musica  | Johann Simon Mayr |
| 1799                | Antigona                                          | dramma per musica         | Francesco Basili |
| 1799                | Il ratto delle Sabine                             | dramma per musica         | Niccolò Antonio Zingarelli |
| 1799                | La pazza giornata, ovvero Il matrimonio di Figaro | dramma comico per musica  | Marcos António Portugal |
| 1800                | Gli sciti                                         | dramma per musica         | Johann Simon Mayr |
| 1800                | La locandiera                                     | farsa giocosa per musica  | Johann Simon Mayr Giuseppe Farinelli (1803) als Chi la durá la vince                                                                                |
| 1800                | I due cognomi                                     | farsa giocosa per musica  | Vittorio Trento |
| 1801                | Gli sposi infatuati                               | farsa giocosa per musica  | Sebastiano Nasolini |
| 1801                | Ginevra di Scozia                                 | dramma eroico per musica  | Johann Simon Mayr Giuseppe Mosca (1802) Marcos António Portugal (1805) Vincenzo Pucitta (1812)                                                      |
| 1801                | I virtuosi                                        | farsa giocosa             | Johann Simon Mayr |
| 1801                | Argene                                            | dramma eroica             | Johann Simon Mayr Stefano Pavesi (1807) als Aristodemo                                                                                              |
| 1801                | Adelaide e Tebaldo                                | dramma sentimentale       | Raffaele Orgitano |
| 1802                | La Giulietta                                      | dramma semi-serio         | Giuseppe Farinelli |
| 1802                | Pamela                                            | farsa in musica           | Giuseppe Farinelli |
| 1803                | Il ventaglio                                      | farsa comica in musica    | Giuseppe Farinelli |
| 1803                | I riti d’Efeso                                    | dramma eroica             | Giuseppe Farinelli Sebastiano Nasolini (1812) |
| 1804                | Arsace e Semira                                   | dramma eroico in musica   | Francesco Gnecco |
| 1804                | Il sordo                                          | farsa comica in musica    | I. Girace Giuseppe Farinelli (1805) als Il finto sordo                                                                                              |
| 1804                | Pamela nubile                                     | farsa in musica           | Pietro Generali |
| 1804                | La calzolaja                                      | farsa comica in musica    | Pietro Generali |
| 1804                | Elisa                                             | dramma sentimentale       | Johann Simon Mayr |
| 1805                | Eraldo ed Emma                                    | dramma eroico per musica  | Johann Simon Mayr |
| 1805                | Trionfo d’Emilia                                  | dramma eroico per musica  | Stefano Pavesi A. Rego (1807) Francesco Sampieri (1818) als Il trionfo d’Emilia                                                                     |
| 1805                | Don Chisciotte della Mancia                       | dramma giocoso per musica | Pietro Generali |
| 1805                | L’Amor coniugale                                  | dramma di sentimento      | Johann Simon Mayr |
| 1805                | La roccia di Frauenstein                          | melodramma eroi-comico    | Johann Simon Mayr |
| 1805                | Gli americani                                     | melodramma eroico         | Johann Simon Mayr Nicola Antonio Manfroce (1810) als Alzira Marcos António Portugal (1816) als Il trionfo di Gusmano                                |
| 1806                | Attila                                            | dramma serio per musica   | Giuseppe Farinelli |
| 1807                | I cherusci                                        | melodramma eroico         | Stefano Pavesi Johann Simon Mayr (1808) |
| 1807                | Calliroe                                          | melodramma eroico         | Giuseppe Farinelli |
| 1807                | Amor soldato                                      | dramma giocoso per musica | Luigi Antonio Calegari |
| 1808                | La festa della rosa                               | melodramma comico         | Stefano Pavesi Carlo Coccia (1821) als La festa da rosa                                                                                             |
| 1809                | Guerre in pace                                    | farsa per musica          | N. Giuliani |
| 1809                | Il trionfo delle belle                            | dramma eroi-comico        | Stefano Pavesi |
| 1809                | Zilia                                             | farsa in musica           | C. Mellara |
| 1809                | I gauri                                           | melodramma eroica         | C. Mellara |
| 1809                | Ippolita, regina delle amazzoni                   | melodramma eroica         | Stefano Pavesi |
| 1810                | Adelina                                           | melodramma sentimentale   | Pietro Generali |
| 1810                | La cambiale di matrimonio                         | farsa comica              | Gioachino Rossini |
| 1810                | Cecchina suonatrice di Ghironda                   | melodramma comico         | Pietro Generali |
| 1811                | L’amor figliale                                   | melodramma di sentimento  | Johann Simon Mayr |
| 1811                | I solitarj                                        | melodramma di sentimento  | Carlo Coccia |
| 1811                | Idomeneo                                          | melodramma eroico         | Giuseppe Farinelli |
| 1811                | Tre mariti                                        | farsa comica in musica    | Giuseppe Mosca G. Carulli (1825) G. L. Bazzoni (1836)                                                                                               |
| 1812                | Il qui pro quo                                    | Melodramma comico         | Ferdinando Orlandi |
| 1812                | Il finto Stanislao, re di Polonia                 | Melodramma comico         | Giuseppe Mosca |
| 1812                | Il marito imbarazzo                               | farsa                     | Mellara |
| 1812                | Teodoro                                           | melodramma eroico         | Stefano Pavesi |
| 1813                | Tancredi                                          | melodramma eroico         | Gioachino Rossini |
| 1813                | I baccanti                                        | dramma per musica         | Ferdinando Paër Pietro Generali (1816) als I baccanti di Roma                                                                                       |
| 1814                | Avviso al pubblico                                | melodramma comico         | Giuseppe Mosca Gioachino Rossini als La gazzetta (Libretto bearbeitet von Giuseppe Palomba)                                                         |
| 1814                | Il crescendo                                      | ?                         | Carlo Coccia |
| 1814                | Trajano in Dacia                                  | dramma eroico per musica  | Felice Blangini |
| 1814                | Evellina                                          | melodramma eroico         | Carlo Coccia |
| 1815                | La fedeltà conjugale                              | dramma semiserio          | Antonio Brunetti |
| 1815                | La figlia dell’aria                               | melodramma eroi-comico    | F. Paini Manuel García (1826) |
| 1815                | Celanira                                          | melodramma eroico         | Stefano Pavesi |
| 1815                | Clotilde                                          | melodramma semi-serio     | Carlo Coccia |
| 1815                | Zoraide                                           | melodramma eroico         | Giuseppe Farinelli |
| 1816                | I baccanti di Roma                                | melodramma eroico         | Pietro Generali |
| 1816                | Malvina                                           | melodramma di sentimento  | Nicola Vaccai |
| 1816                | Etelinda                                          | melodramma semiserio      | Carlo Coccia Peter von Winter (1818) Pellegrini (1831)                                                                                              |
| 1817                | Romilda e Costanza                                | melodramma semiserio      | Giacomo Meyerbeer |
| 1817                | Lanassa                                           | melodramma eroico         | Johann Simon Mayr |
| 1817                | Adelaide e Comingio                               | melodramma semi-serio     | Giovanni Pacini |
| 1819                | La sposa fedele                                   | melodramma semiserio      | Giovanni Pacini |
| 1819                | Emma di Resburgo                                  | melodramma eroico         | Giacomo Meyerbeer F. Celli (1821) Carolina Uccelli (1835) als Anna di Resburgo                                                                      |
| 1820                | Il conte di Lenosse                               | melodramma eroico         | Giuseppe Nicolini |
| 1821                | L’eroe di Lancastro                               | melodramma serio          | Giuseppe Nicolini Lord Burghersh (1829) |
| 1821                | Maria Stuarda, regina di Scozia                   | dramma serio per musica   | Saverio Mercadante |
| 1821                | Valmiro e Zaida                                   | dramma per musica         | Francesco Sampieri |
| 1822                | Tebaldo e Isolina                                 | melodramma eroico         | Francesco Morlacchi |
| 1823                | Semiramide                                        | melodramma tragico        | Gioachino Rossini |
| 1824                | Ilda d’Avenel                                     | melodramma eroico         | Francesco Morlacchi Giuseppe Nicolini (1828) |
| 1824                | Il crociato in Egitto                             | melodramma eroico         | Giacomo Meyerbeer |
| 1826                | Il paria                                          | melodramma tragico        | Michele Carafa |
| 1826                | Mitridate                                         | melodramma eroico         | Giovanni Tadolini |
| 1827                | Giovanna d’Arco                                   | melodramma romantico      | Nicola Vaccai |
| 1828                | I cavalieri di Valenza                            | melodramma tragico        | Giovanni Pacini A. Gandini (1830) als Isabella di Lara Francesco Schira (1836) als Os cavalleiros de Valenca U. Fontana (1836) als Isabella di Lara |
| 1828                | L’orfano della selva                              | melodramma comico         | Carlo Coccia N. Paoletti (1839) |
| 1830                | Maria di Brabante                                 | melodramma eroico         | Albert Guillon A. Gandini (1833) |
| 1830                | Amore e mistero                                   | melodramma comico         | Feliciano Strepponi |
| 1830                | La donna bianca di Avenello                       | melodramma comico         | Stefano Pavesi Gallieri (1854) |
| 1830                | Malek-Adel                                        | melodramma eroico         | Giuseppe Nicolini Benedetto Bergonzi (1835) |
| 1831                | Fenella                                           | melodramma                | Stefano Pavesi |
| 1831                | Beniowski                                         | melodramma                | Pietro Generali |
| 1831                | Chiara di Rosembergh                              | melodramma                | Luigi Ricci |
| 1831                | Enrico di Monfort                                 | melodramma                | Carlo Coccia |
| 1832                | Ivanhoe                                           | melodramma                | Giovanni Pacini |
| 1833                | Gli Elvezi                                        | melodramma                | Giovanni Pacini |
| 1833                | Irene                                             | tragedia lirica           | Giovanni Pacini? |
| 1834                | Hernani (Ernani)                                  | melodramma (dramma serio) | Vincenzo Gabussi |
| 1835                | Carlo di Borgogna                                 | melodrammo romantico      | Giovanni Pacini |
| 1835                | La fidanzata delle isole                          | melodrammo romantico      | P. Candio |
| 1835                | Chiara di Montalbano in Francia                   | melodramma semiserio      | Luigi Ricci |
| 1837                | Il giuramento                                     | melodramma                | Saverio Mercadante |
| 1837                | Iginia d’Asti                                     | melodramma                | S. Levy |
| 1837                | Il rapimento                                      | melodramma comico         | Placido Mandanici |
| 1838                | Le nozze di Figaro                                | melodramma comico         | Luigi Ricci |
| 1838                | Le due illustri rivali                            | melodramma                | Saverio Mercadante |
| 1838                | La prigione d’ Edimburgo                          | melodramma semiserio      | Federico Ricci |
| 1838                | Alisia di Rieux                                   | melodramma                | Giuseppe Lillo |
| 1839                | Romilda                                           | melodramma                | Ferdinand Hiller L. Gavazzeni (1845) C. Boniforti (1847) als Velleda B. Prati (1854) als Amilda                                                     |
| 1839                | Rossane                                           | melodramma                | Franz Schoberlechner |
| 1839                | Il bravo                                          | melodramma                | Saverio Mercadante |
| 1840                | Giovanna II regina di Napoli                      | melodramma                | Carlo Coccia |
| 1840                | Ginevra degli Almieri                             | melodramma                | Samuele Levi |
| 1841                | Clemenza di Valois                                | melodramma                | Vincenzo Gabussi |
| 1841                | Il proscritto                                     | melodramma tragico        | Otto Nicolai |
| 1841                | Maria Padilla                                     | melodramma                | Gaetano Donizetti |
| 1842                | Linda di Chamounix                                | melodramma                | Gaetano Donizetti |
| 1846                | Romea di Monfort                                  | melodramma                | Carlo Pedrotti |
| 1851                | Il Lazzarone                                      | melodramma comico         | Francesco Berger, Giovanni Rota, Alberto Randegger und Albert Zelman                                                                                |
| 1852                | Il perruchiere della reggenza                     | melodramma comico         | Carlo Pedrotti |
| 1852                | Il marito e l’amante                              | dramma comico             | Federico Ricci |
| 1853                | Il paniere d’amore                                | melodramma comico         | Federico Ricci |
| 1854                | Genoveffa del Brabante                            | melodramma                | Carlo Pedrotti |
| 1856                | I Romani in Pompejano                             | melodramma                | G. Rota |
| 1859                | Il diavolo a quattro                              | melodramma comico         | Luigi Ricci |
| 1880                | Tancreda                                          | dramma lirico             | Theodor Döhler |